# Tapir górski
Tapir górski (Tapirus pinchaque) – ssak należący do rzędu
nieparzystokopytnych z rodziny tapirowatych, najmniejszy spośród czterech gatunków i jedyny który może żyć na wolności poza regionem lasów tropikalnych.
Inne określenia: Tapir kordyleryjski (danta cordilleriana), tapir wełnisty (danta lanuda), tapir czarny (danta negra), tapir ze wzgórz (tapir de altura) lub wielka bestia.
Nazwa gatunku pochodzi od „La Pinchaque” – wyimaginowanego stwora, który mógł zamieszkiwać niektóre regiony górskie.

## Ogólny wygląd i charakterystyka
Tapir górski jest rozpoznawalny dzięki swojej wełnistej sierści i białej dolnej wardze. Może on mieć futro w kolorze szaro-czarnym lub brązowym, zależy to od miejsca gdzie żyje. Zwykle włosy wokół twarzy są jaśniejsze. Dorosłe osobniki mają ok. 1,8 metra długości i 0,75-1 metra wysokości. Ważą ok. 150–225 kg. Osobniki płci żeńskiej są zwykle większe. Tak jak inne tapiry mają krótki i gruby ogonek oraz długi i giętki nos. Mają cztery palce na przednich raciczkach i trzy na tylnych.

## Występowanie
T. górskiego można spotkać w naturze w lasach Andów na terenie Kolumbii i Ekwadoru. Istnieją doniesienia o występowaniu na terenie północno-zachodniego Peru. Ten gatunek potrzebuje rozległych mglistych lasów do przetrwania gatunku i prawidłowego rozwoju. Tapir górski żyje na wysokości 1950–4400 m n.p.m. Podczas pór deszczowych zamieszkuje lasy Andów, natomiast podczas miesięcy suchych przenosi się do „paramo”.

## Cykl życiowy
Ciąża trwa około 400 dni, po tym okresie rodzi się zwykle jedno młode, bardzo rzadko zdarza się poród mnogi. Młode waży około 7 kg i tak jak pozostałe gatunki ma czerwono-brązowe futerko z białymi prążkami i plamkami. W odróżnieniu od innych młodych tapirów posiada tak jak dorosły osobnik wełniste futerko. Prążki znikają po około roku, po trzech latach osiąga dojrzałość seksualną, może dożyć 30 lat.

## Zachowanie
Tak jak inne gatunki tapirów komunikuje się za pomocą wysokotonowych gwizdów. Czasami osobnik płci męskiej atakuje samicę w okresie rui przez podgryzanie nóg. W większości tapiry to samotniki, są ciche, czas w ciągu dnia spędzają na wędrówce w poszukiwaniu pożywienia ich dobrze znanymi ścieżkami. Tapir górski zwykle zaczyna aktywność od zachodu słońca, a większą część dnia przesypia. Gdy chce dosięgnąć wysokich roślin może wspiąć się na tylnych nogach i chwycić ryjkiem gałązkę. Często szuka soli naturalnych, aby zaspokoić swoje potrzeby na podstawowe minerały. Osobnik męski często zaznacza swoje terytorium za pomocą moczu, kału lub pocieraniem drzew. Takie terytorium może mieć do 8 km kwadratowych powierzchni.

## Ochrona gatunku

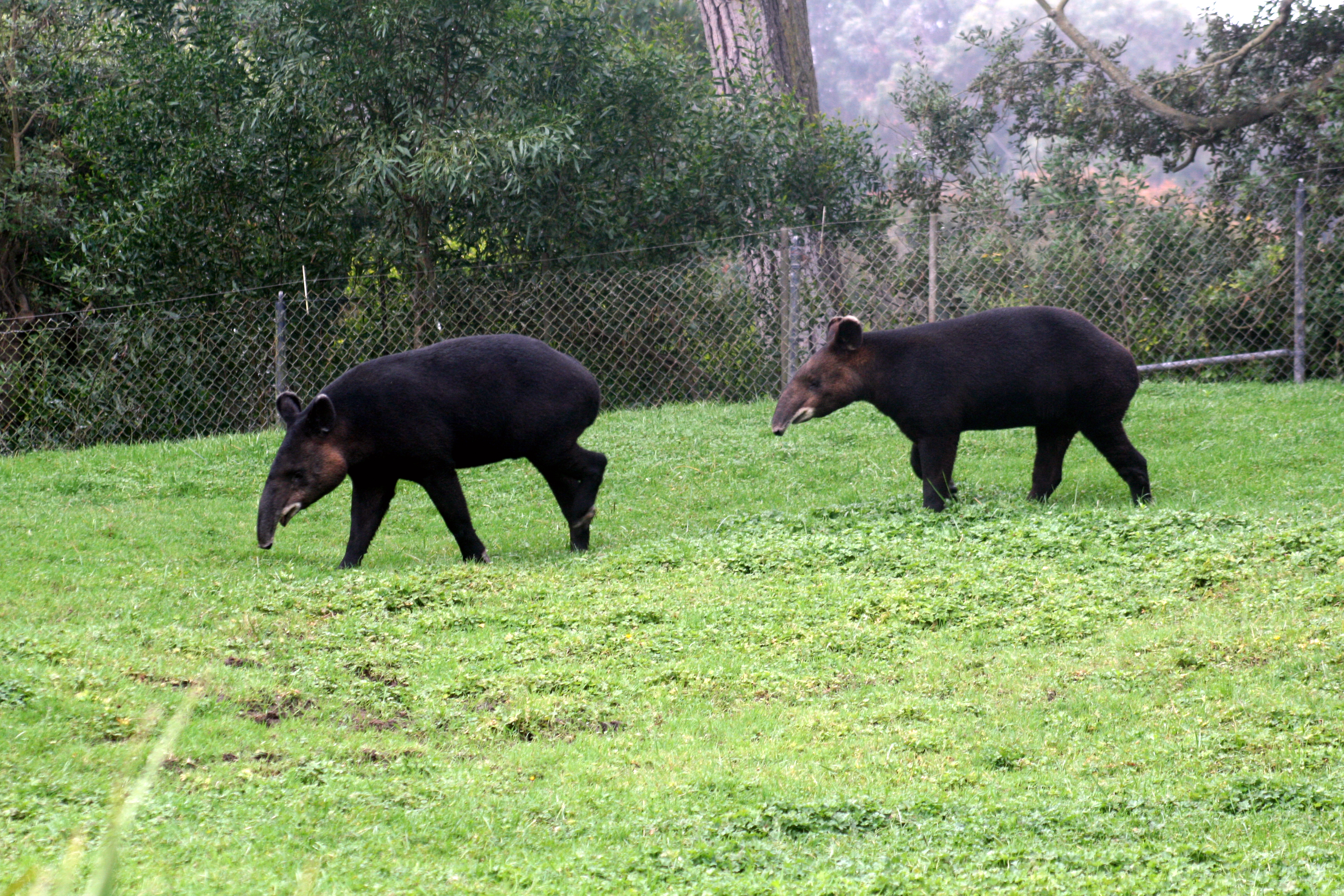
Dwa tapiry górskie, zoo w San Francisco

Tapir górski jest najbardziej zagrożonym spośród czterech gatunków, wpisany na listę w 1996 roku przez IUCN. Może być tylko 2500 osobników żyjących na wolności. Kilka tapirów górskich żyje w zoo na świecie (USA i Kanada) są to Zoo w Los Angeles, Cheyenne Mountain Zoo w Colorado Springs, San Francisco Zoo. 9 osobników żyjących w wyżej wymienionych ogrodach zoologicznych pochodzi od jednej pary. Naturalni wrogowie tapira to jaguar i puma.